# Schoenfels
Schoenfels (Luxemburgs: Schëndels, Duits: Schönfels) is een plaats in de gemeente Mersch en het kanton Mersch in Luxemburg. Schoenfels telt 208 inwoners (2001).

## Geboren
- Henri Demuth (1884-1961), beeldhouwer

Beringen · Berschbach · Essingen · Mersch · Moesdorf · Pettingen · Reckange · Rollingen · Schoenfels

Luxemburgse gemeenten · Kanton Mersch · Luxemburg